# HELLO (Official髭男dismの曲)
「HELLO」（ハロー）は、日本のバンド・Official髭男dismの楽曲。2020年8月5日に発売された『HELLO EP』に先駆けて7月24日にポニーキャニオンから先行配信された。
フジテレビ系情報番組『めざましテレビ』のテーマソングとして書き下ろされた。

## リリース
前作『Laughter』から2週間ぶりのリリース。
本作はフジテレビ系情報番組『めざましテレビ』のテーマソングとして書き下ろされた楽曲。情報番組のテーマ曲を書き下ろしたのは本作が初となる。2020年3月23日に番組とのタイアップが発表され、翌週の3月30日から1年間番組内で楽曲が使用された。
6月26日、楽曲をタイトル曲に据えたEP『HELLO EP』が8月5日にCDリリースされることが発表された。2021年8月18日リリースのスタジオ・アルバム『Editorial』にも収録された。

## 制作・音楽性
タイトルの「Hello」には「新しい出来事や感情、人など、人生におけるさまざまな“出会い”に対するあいさつ」という意味が込められており、楽曲について藤原は「この曲で大事にしたかったのは、日々を共に生きていくときの心強さ。肩を並べて歩くときにどんな憂鬱が降りかかろうとも、それをはね除けていけるような、どっしりと構えていられる曲であって欲しかった」「歌詞とメロディとグルーヴ感のうち、どれが欠けても成立し得ない三位一体の曲」と語っている。
楽曲制作時よりリズムは決まっていたが、細かな部分はレコーディング時に固められた。松浦は「ドラム録りは死ぬほど時間をかけた。全部録るたびにメンバーに聴いてもらって、逐一提案してもらって、それを叩いてまた聴いてもらって…いいテイクが録れるまで1ヴァースごとに繰り返し録ってた。」と語っている。サビのコーラスではボーカルシンセサイザーが使用されている。
2020年8月19日には特設サイトにて楽曲のステムプレイヤーが公開され、楽曲を構成する音を各パート毎にまとめたトラックを聞くことができる。

## ミュージックビデオ
8月5日にYouTubeにて公開された。人々が変化していく様子が窓を通して表現されており、CG部分には山崎貴が参加している。監督は森本千絵が務めた。

## チャート成績
Billboard JAPANの総合チャート「Hot 100」では2020年7月29日公開チャートに25位に初登場。2週後のEP発売週では楽曲最高位となる4位にランクインした。
ダウンロードチャート「Download Songs」では2020年7月29日公開チャートに21,929ダウンロードで6位に初登場した。その翌週から2週間（8月5日公開、8月12日公開）は16000ダウンロードに落ち着くも、ランキングでは8月12日公開チャートで楽曲最高位となる4位を記録した。8月19日公開チャートでは同月10日にTBS系『CDTVライブ!ライブ!』にておよそ1時間に及ぶ『ヒゲダンフェス』が開催されたことが話題となり、ダウンロード数が増加、20,321ダウンロードで5位のチャートインした。また、バンドは同週チャートにてこの楽曲の他にも「115万キロのフィルム」が9位、「Laughter」が10位にランクインし、トップ100に11曲を送り込んでいる。

### 認定と売上
|                                | 認定 (RIAJ) | 売上/再生回数          |
| ------------------------------ | ----------- | ---------------------- |
| ダウンロード                   | ゴールド    | 111,000 DL 以上        |
| ストリーミング                 | プラチナ    | 100,000,000 回再生以上 |
| *認定のみに基づく売上/再生回数 |             |                        |

## カバー
- 山手響子（愛美） - 2023年10月24日にゲーム『D4DJ Groovy Mix』に追加収録[32]。